# 莫斯科铁路博物馆

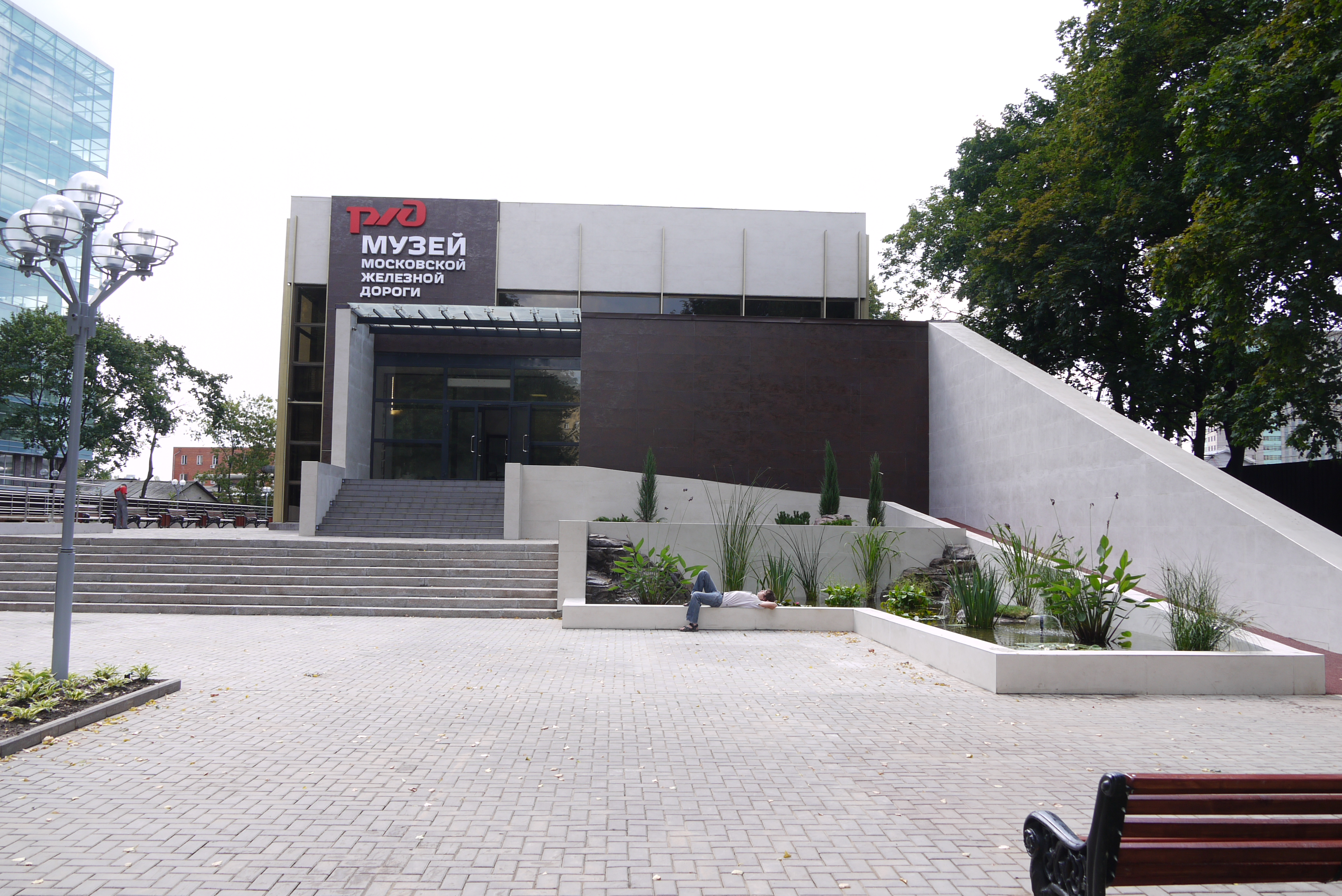
展览馆入口

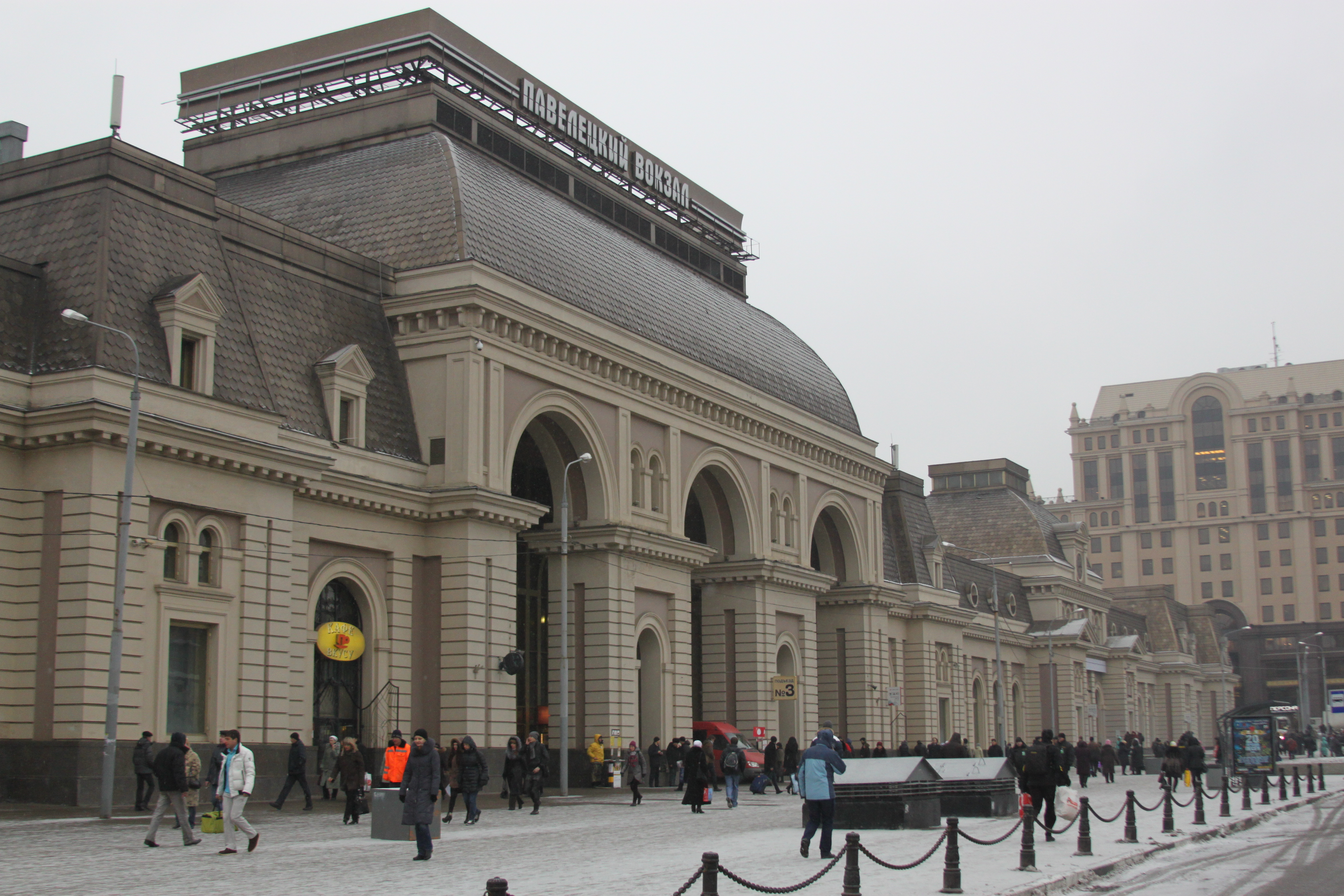
巴维列茨火车站车站(2011)

莫斯科铁路博物馆坐落在巴维列茨火车站车站旁，该馆近二十年没有对外开放，因为其展品包括了列宁灵柩车——禁止一般人接近。1990年代，该馆被某个汽车展览馆收购，随后于2011年重新开放，但仅限于私人访客；最终，2012年1月对公众开放。开放时间为星期三到星期天，10:00-19:00，星期一和星期二是闭馆时间。

## 概况
这座博物馆属于列宁墓博物馆系列，保留了列宁的蒸汽机车U-127（俄文 Y-127)和列宁的灵柩车1691号货车。然而，展馆的展品十分丰富，包括了俄国铁路开创至今的各种物品，包括了模型、艺术品、文件、照片、制服。U-127号机车是俄罗斯仅存的一台U型蒸汽机车。

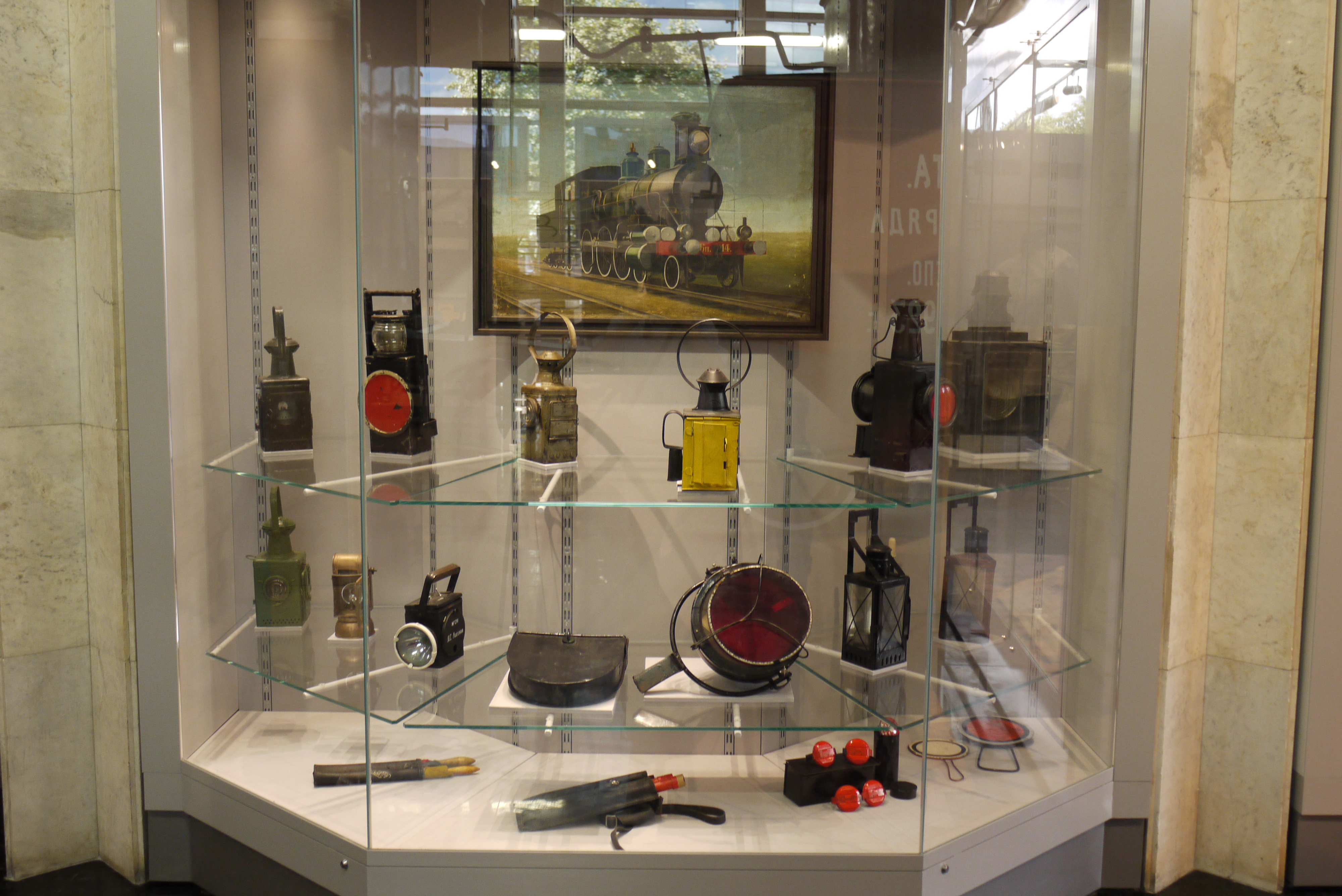
展品1
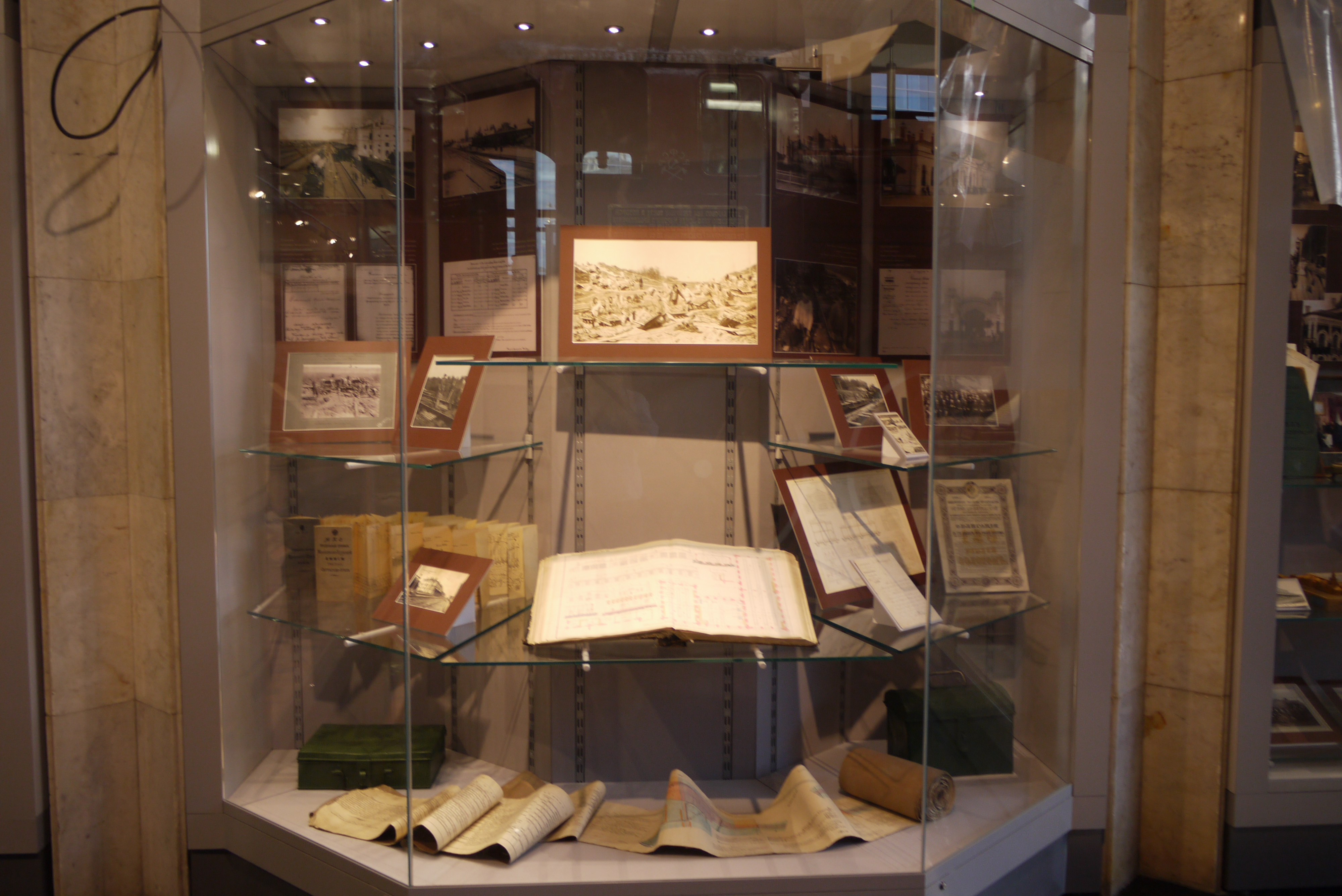
展品2
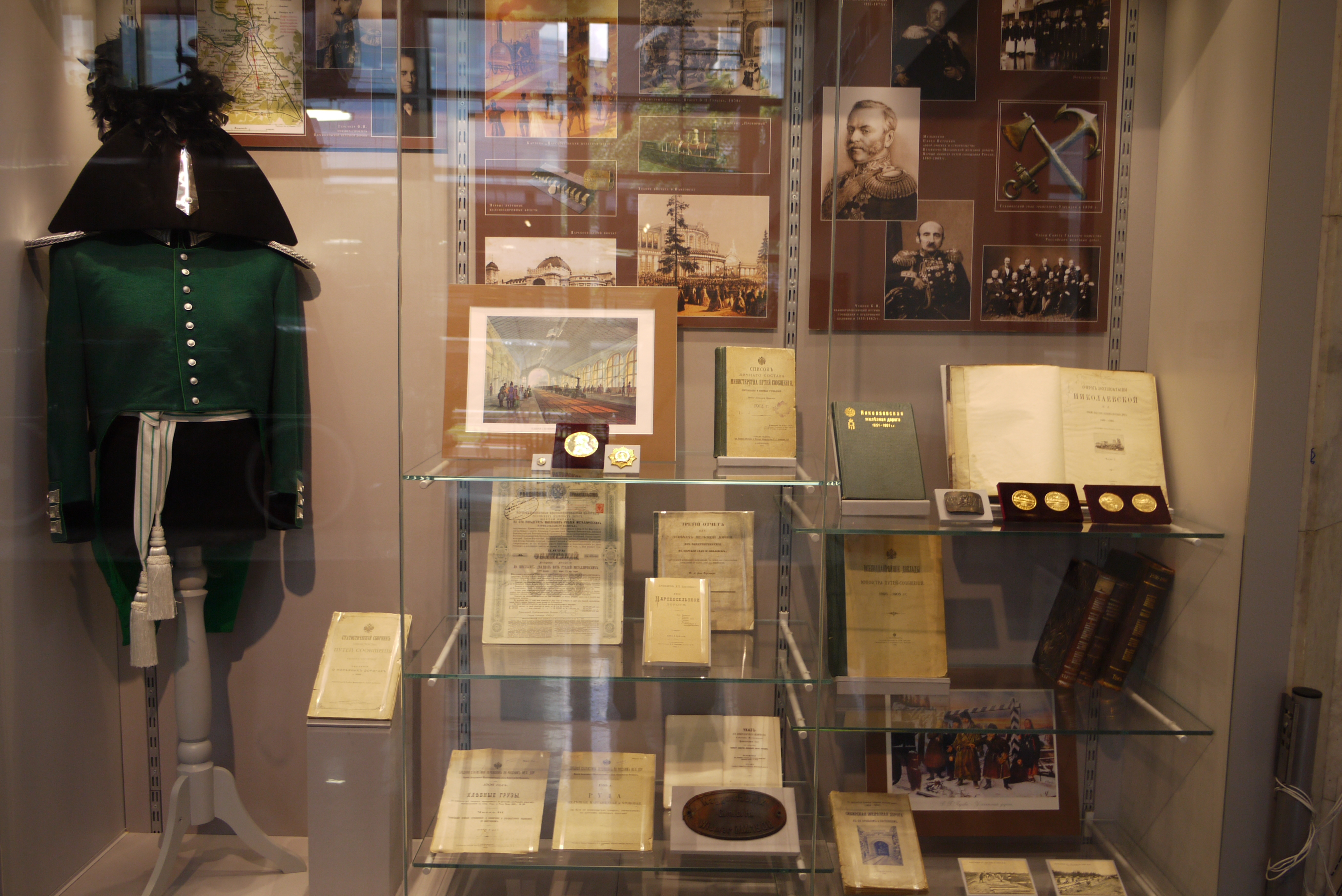
展品3
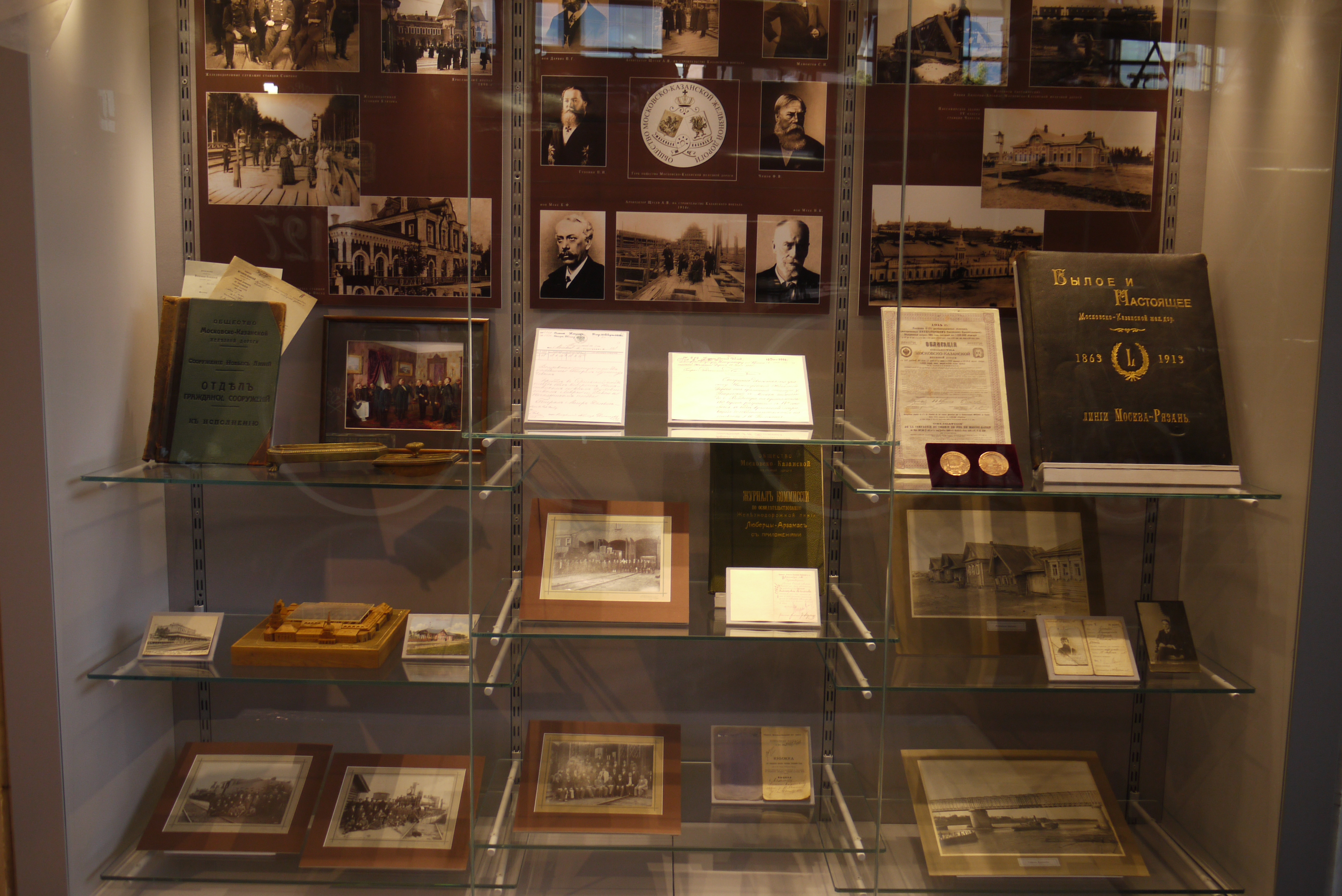
展品4
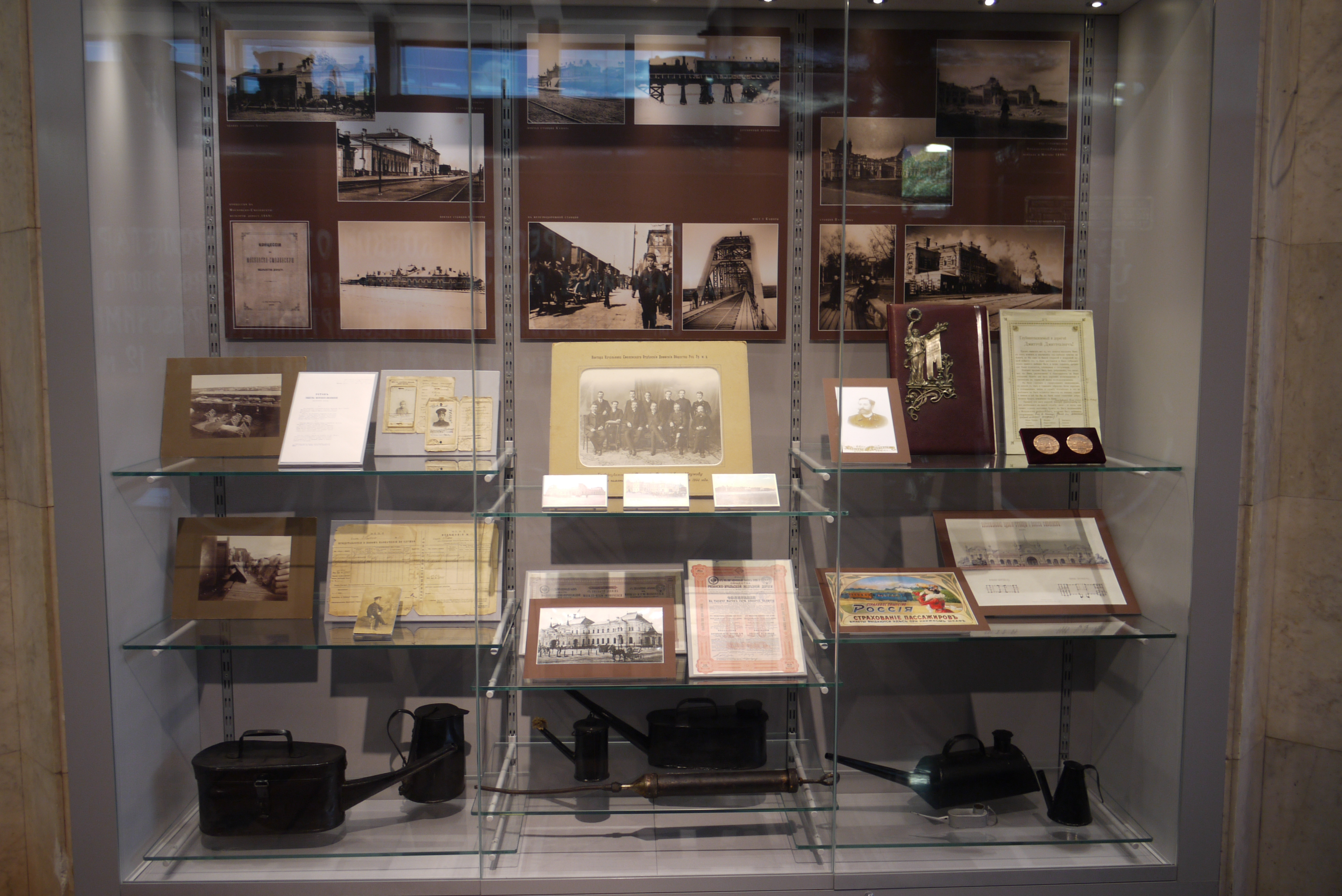
展品5
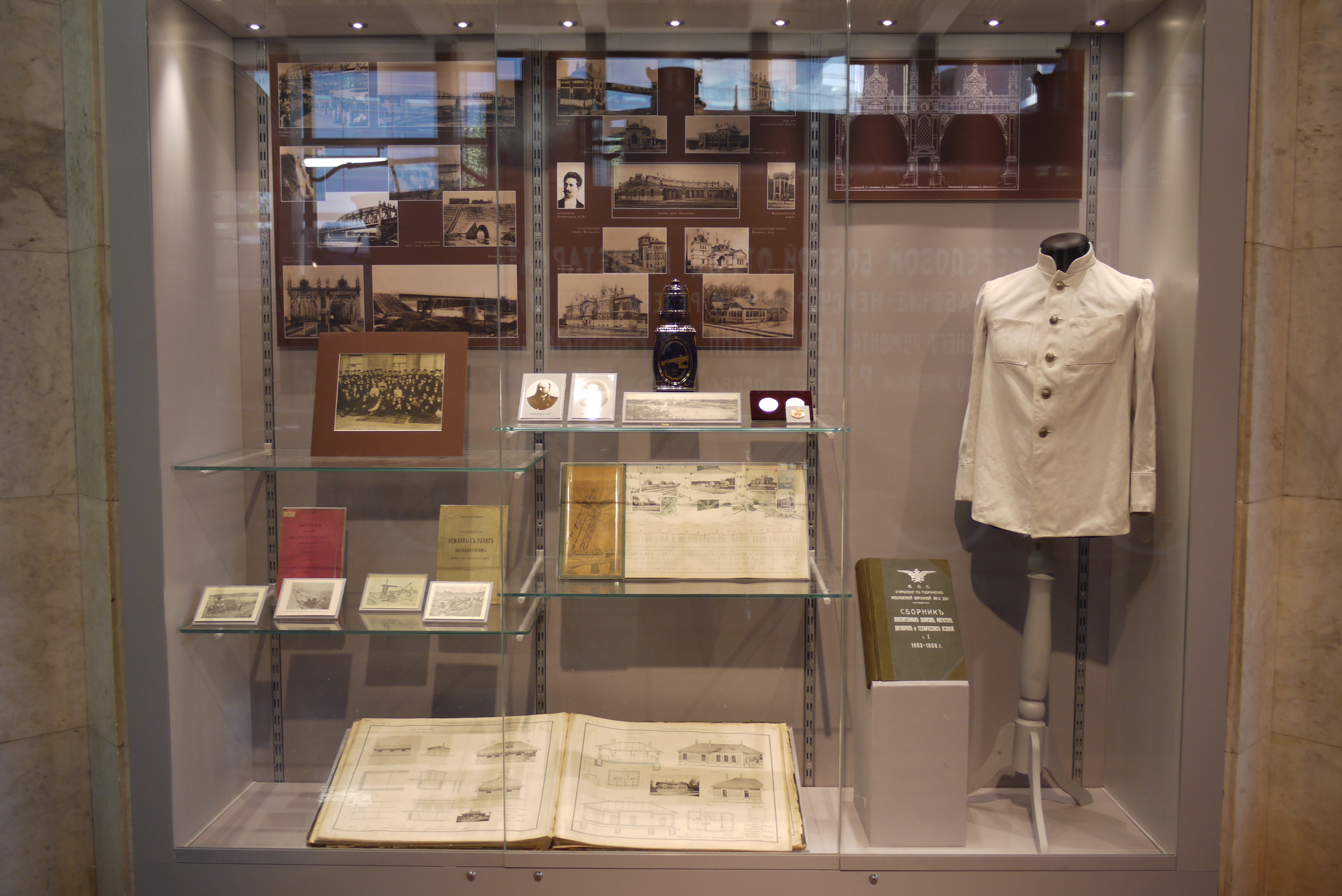
展品6

## 蒸汽机车 U-127
俄罗斯U型蒸汽机车是四轴混合型蒸汽机车，诞生于1906年，到1916年，普体洛夫工厂（后改名为科洛夫工厂）共制造62台。1940年初的统计目录显示仍然有47台机车在册，最后一台改型机车于1952年退役。U-127 因作为列宁的机车而闻名，因此得以保存。U-127负责运送列宁的遗体回莫斯科举行葬礼，后来，就像保留列宁的遗体那样，U-127不仅没有拆除，而且保持了相当好的状态。

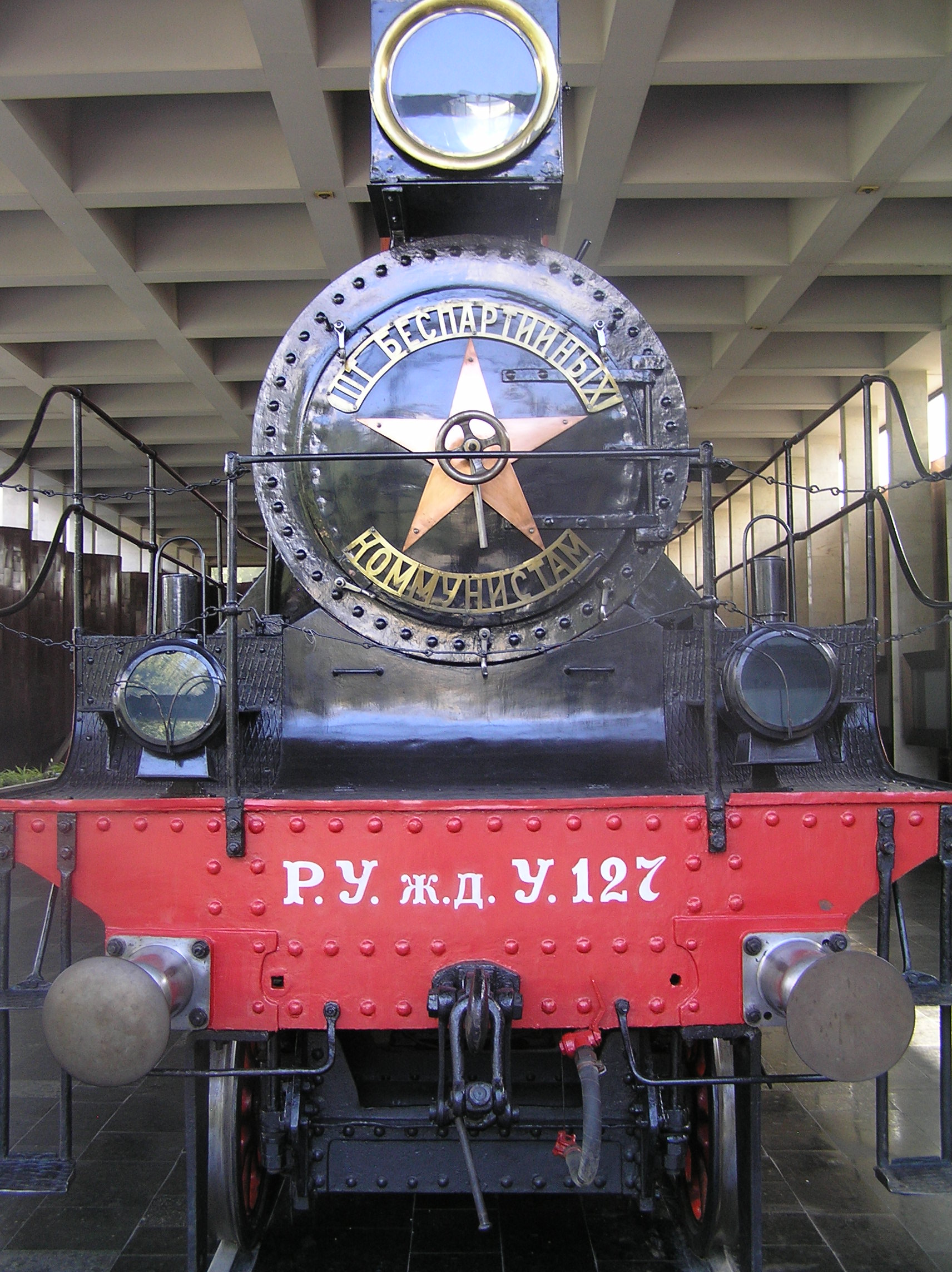
U-127 列宁的机车(4-6-0 ，油料燃料，混合蒸汽)
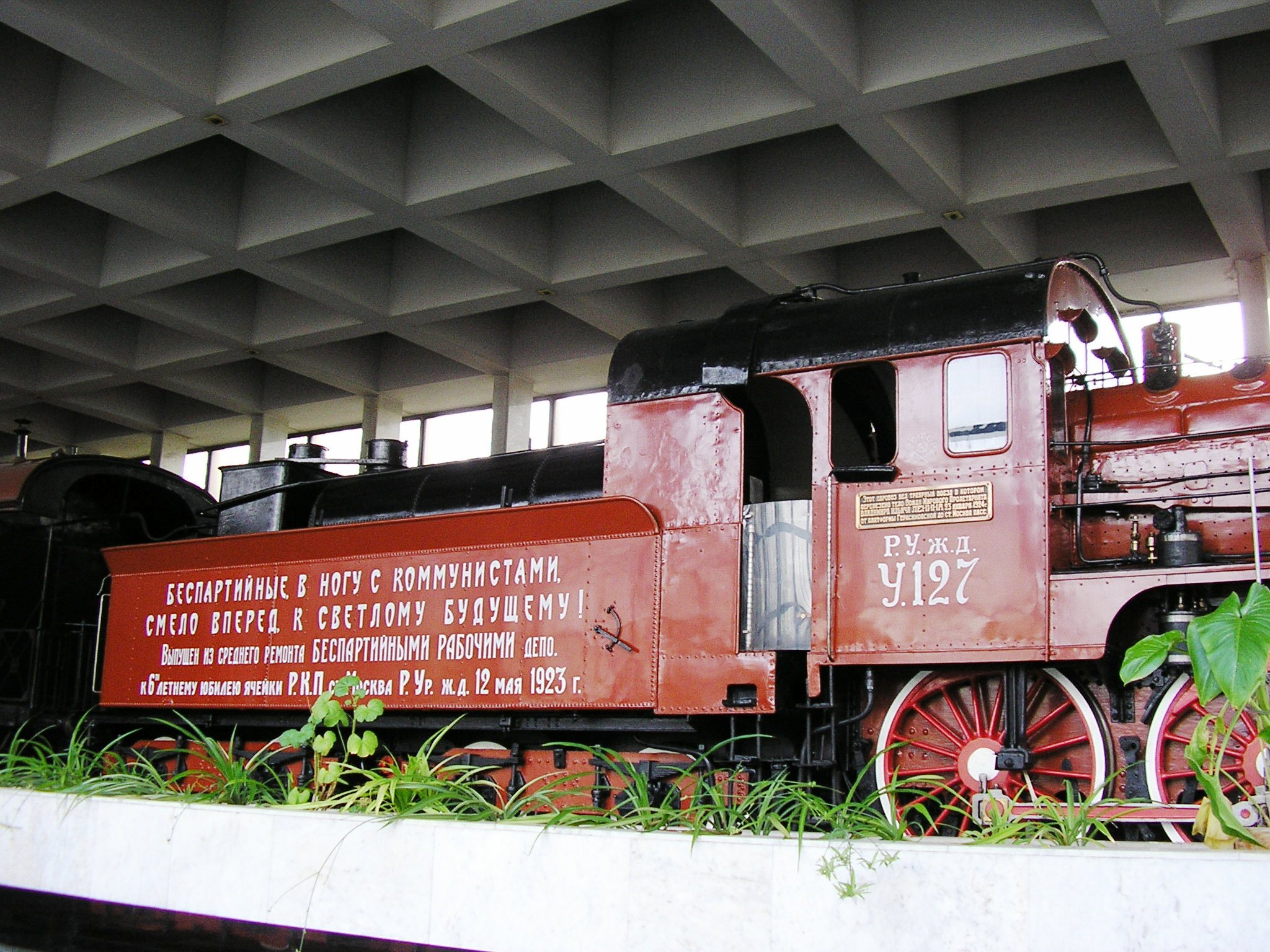
蒸汽机车 U-127
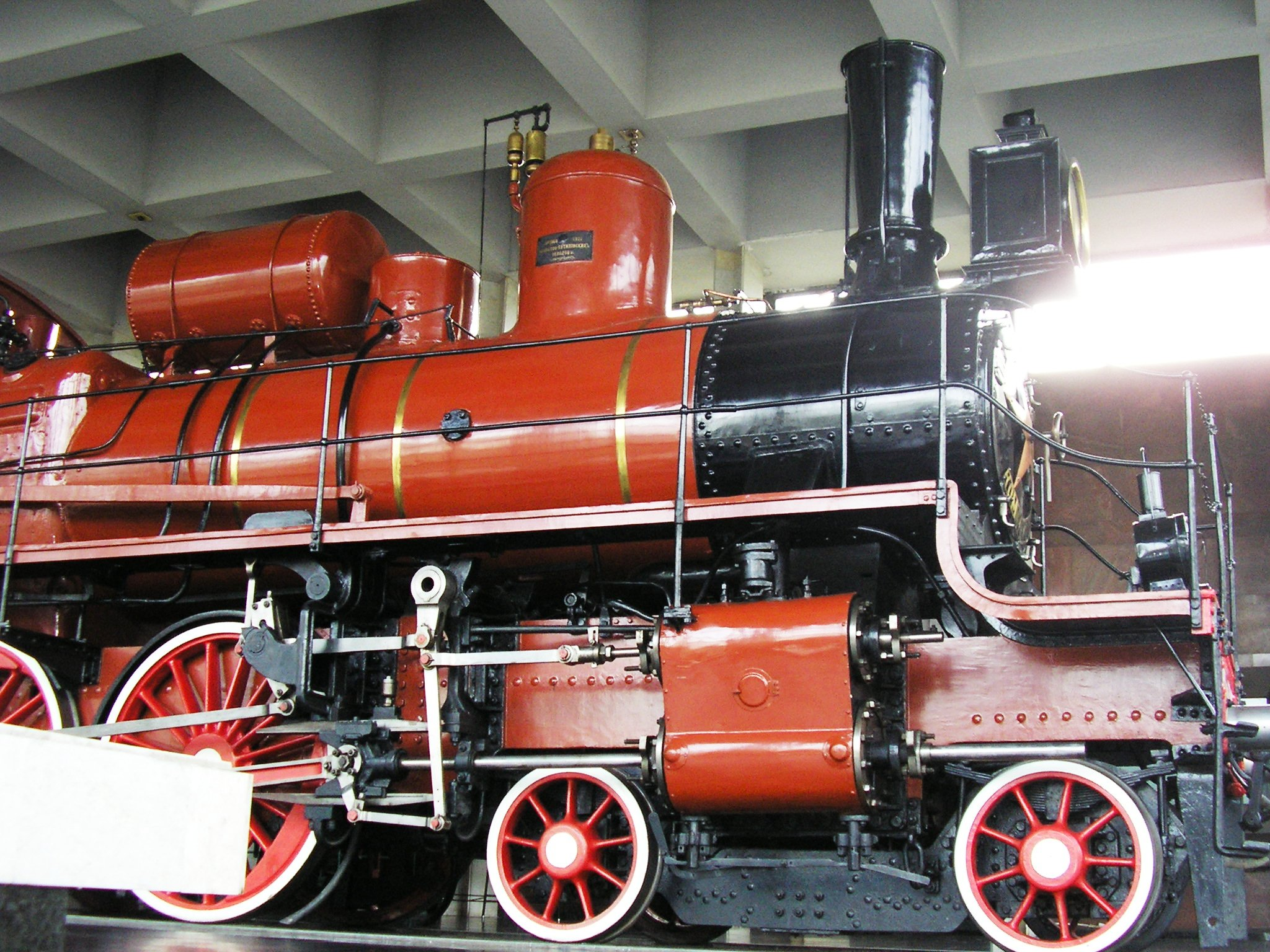
蒸汽机车 U-127
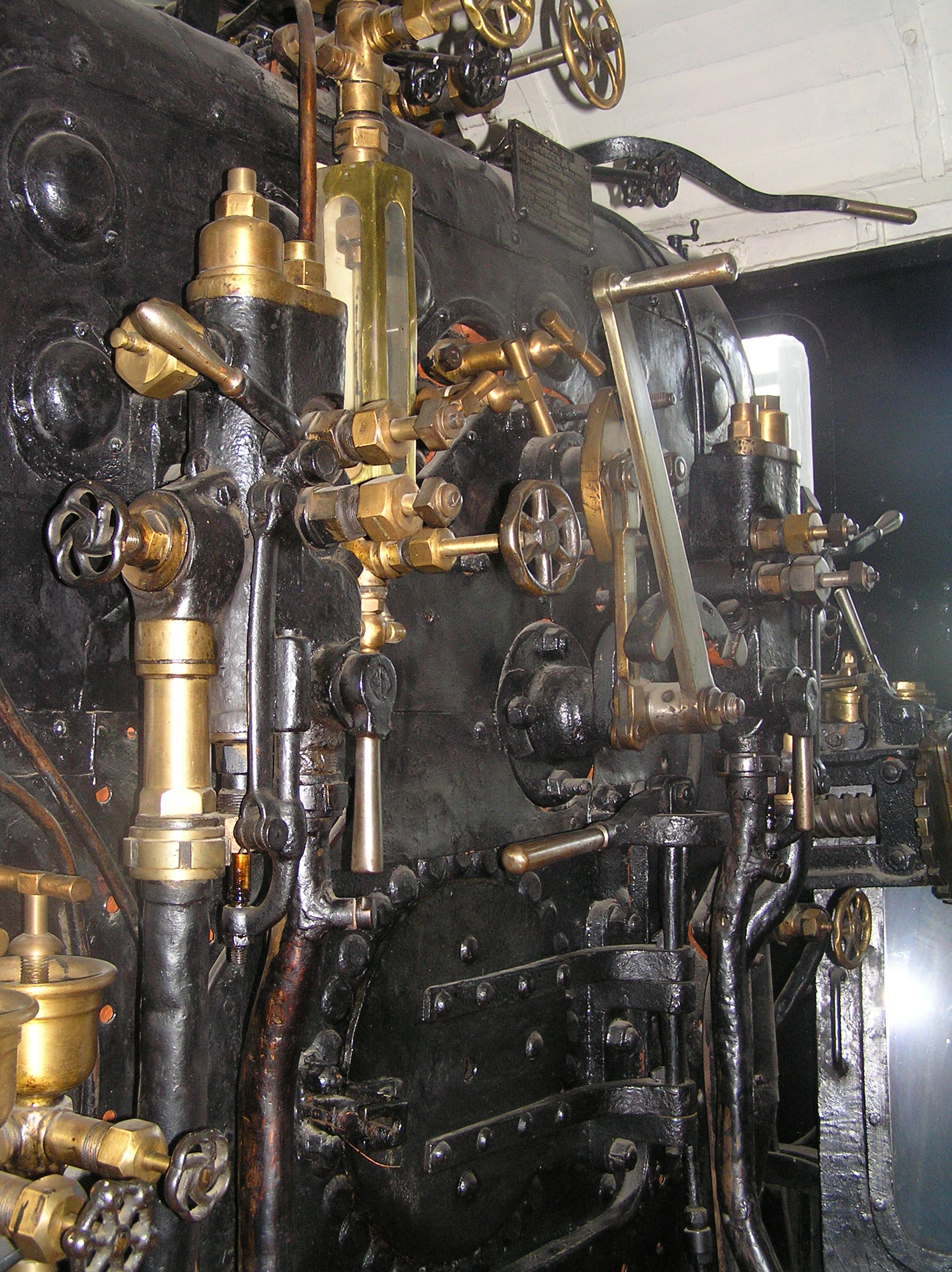
驾驶室
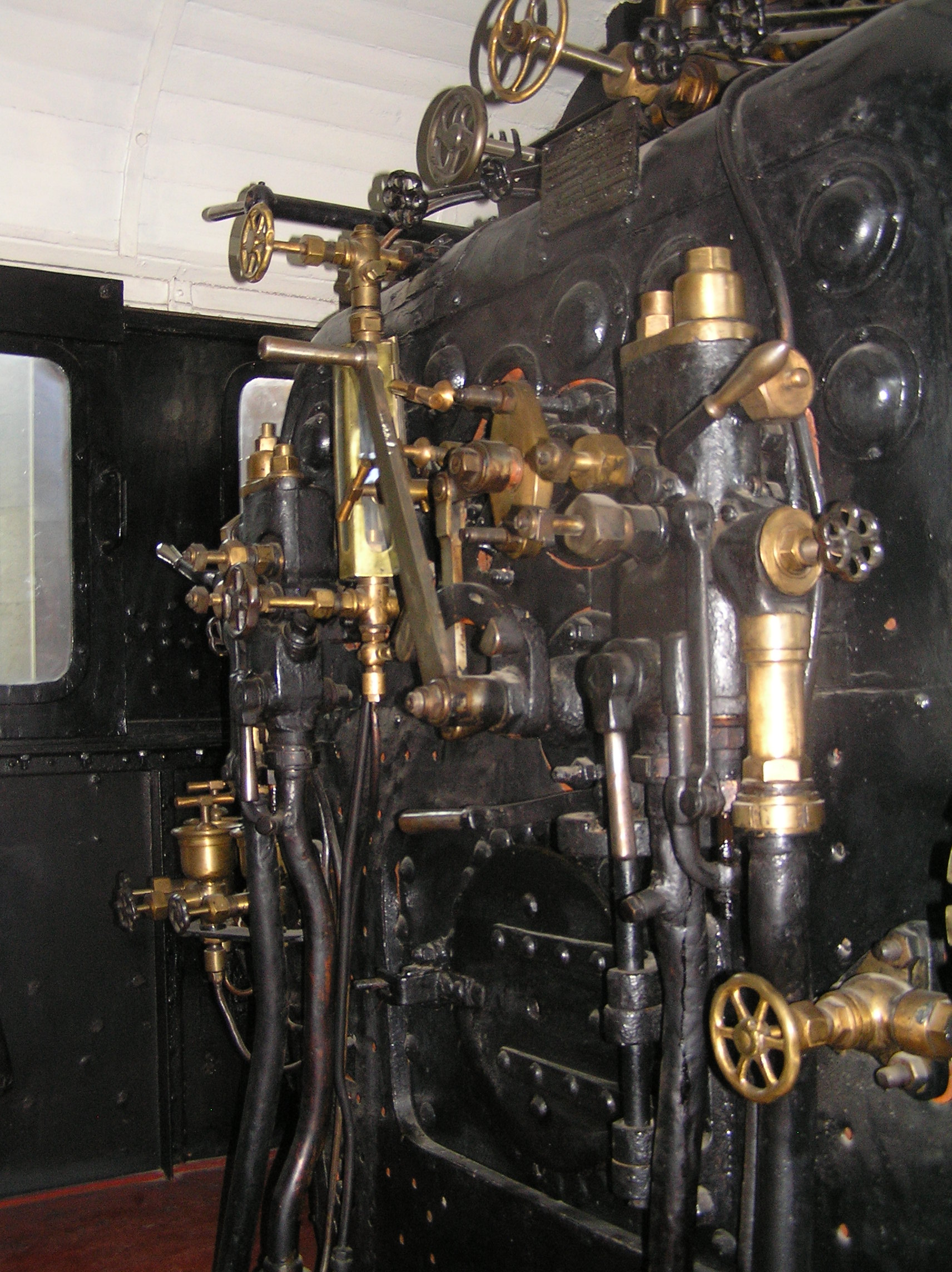
驾驶室
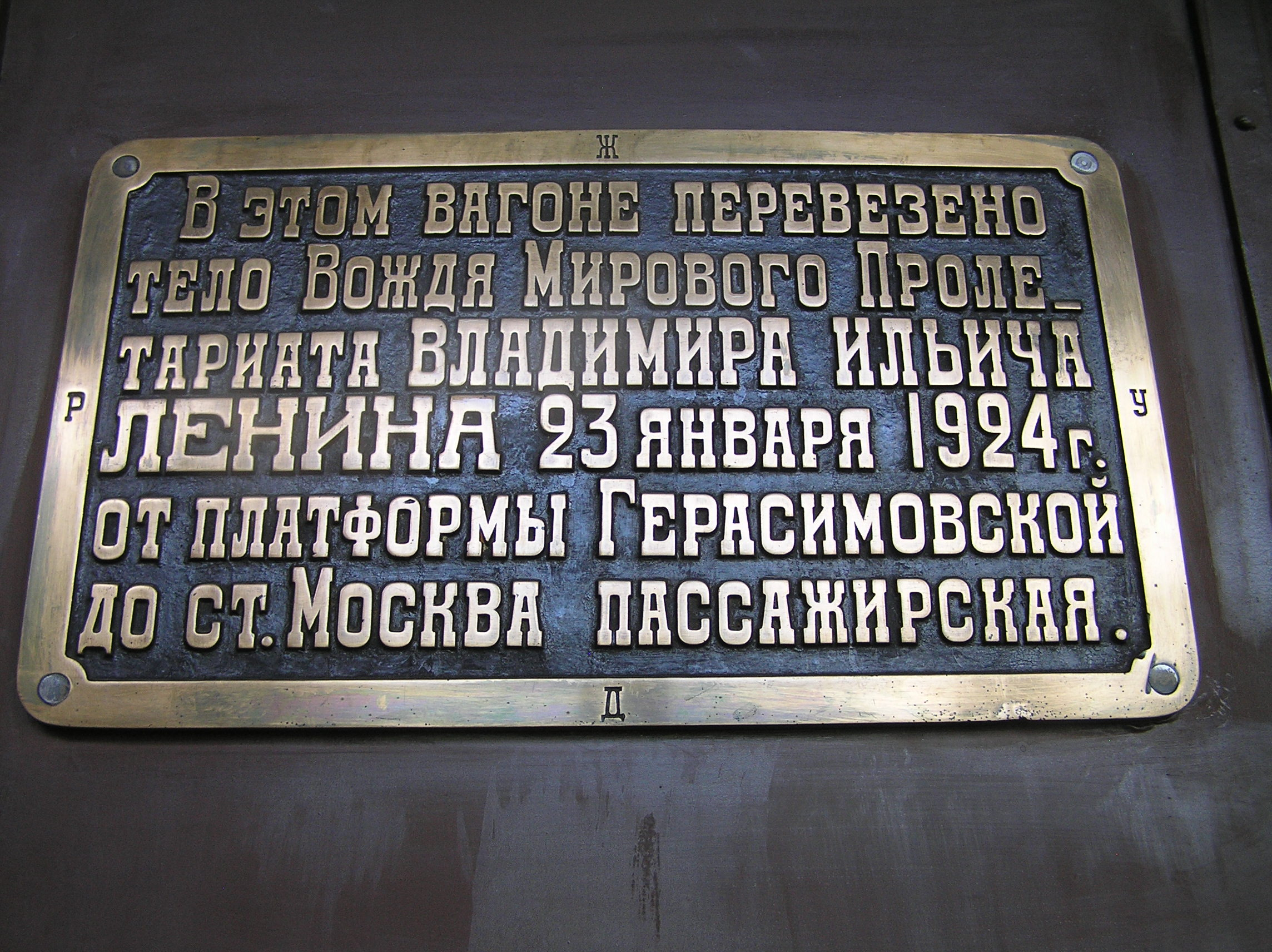
铭牌
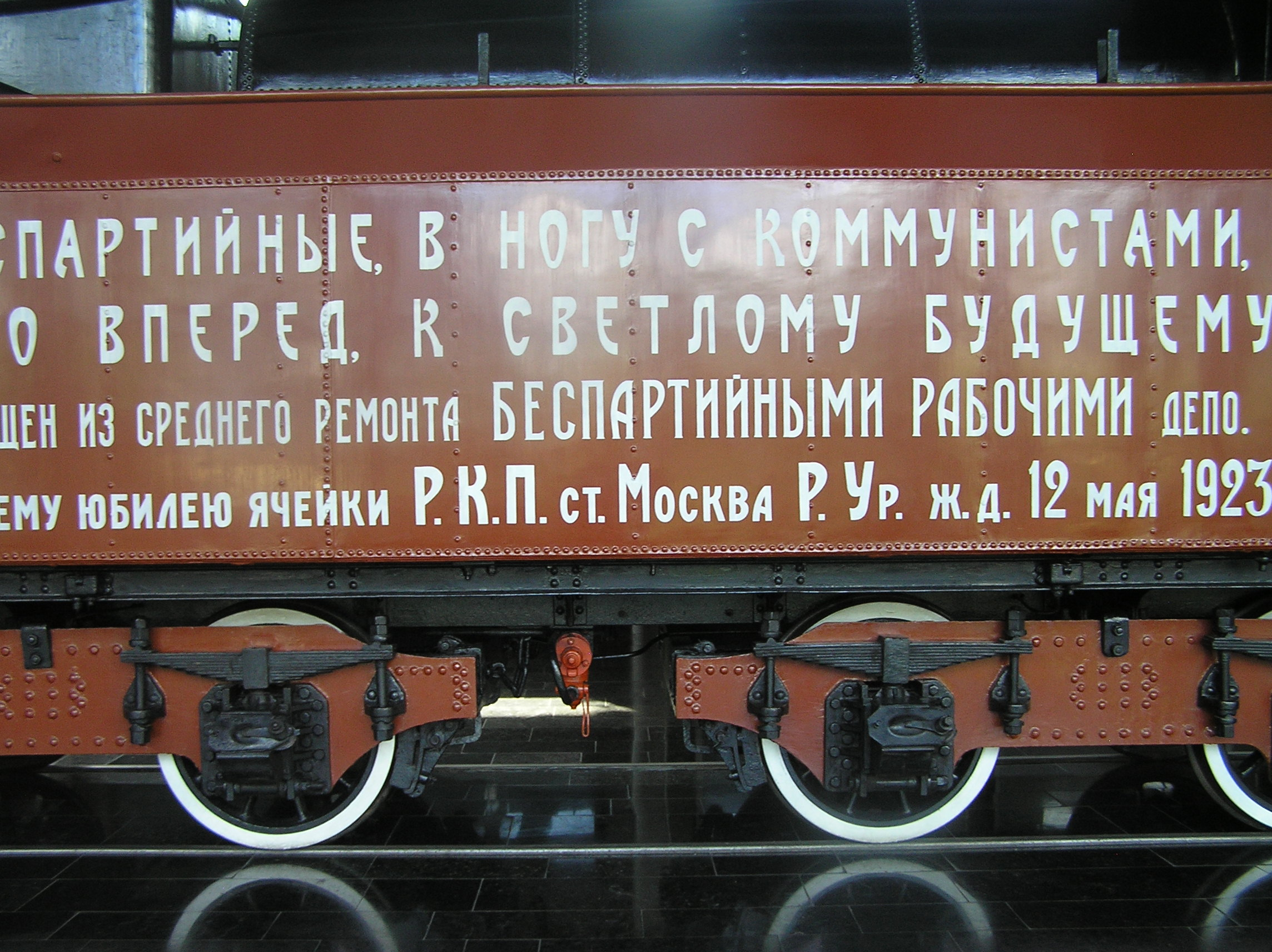
标语
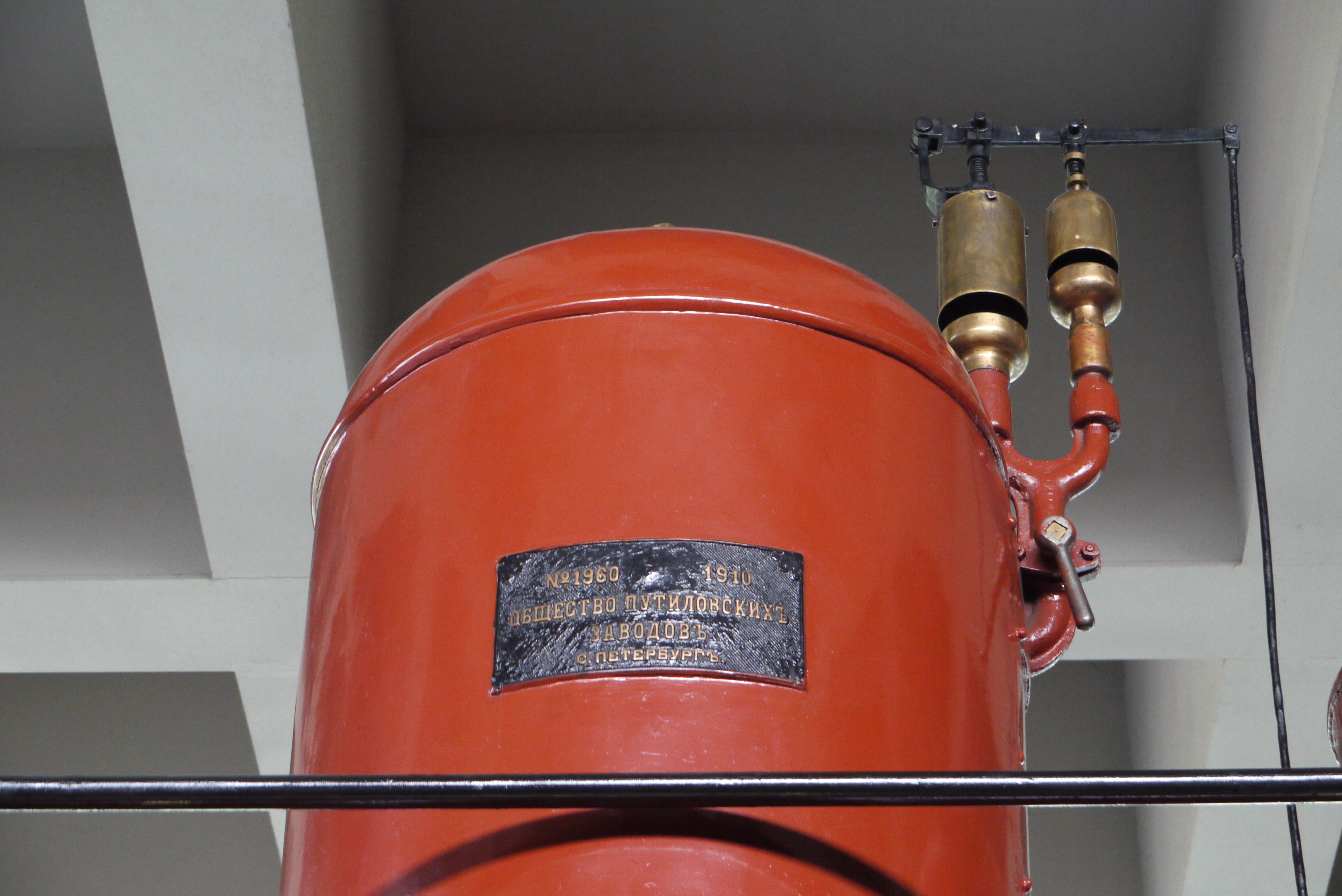
制造铭牌, 汽包和汽笛